# Australian Recording Industry Association

Logo-ul ARIA

Australian Recording Industry Association (ARIA) este un grup comercial care reprezintă industria de înregistrare australiană, care a fost înființată în 1983 de către șase companii mari de discuri, EMI, Festival, CBS, RCA, WEA și Universal înlocuiind Association of Australian Record Manufactures (AARM) care a fost format în 1956. Acesta supraveghează colectarea, administrarea și distribuirea licențelor de muzică și drepturiile de autor.